# Battaglia di Delhi (1757)
La Battaglia di Delhi del 1757 - chiamata anche Seconda Battaglia di Delhi - è stata una battaglia combattuta l'11 agosto 1757 tra l'Impero maratha sotto il comando di Raghunath Rao e i Rōhīllā di Najīb al-Dawla, allora legato e subordinato all'Impero Durrani afghano e "Ufficiale Pagatore" di ciò che rimaneva dell'esercito moghul. 

La battaglia fu impegnata dai Maratha per il controllo di Delhi, antica capitale dei Mughal, allora sotto il controllo dei signore dei Rōhīllā, Najīb al-Dawla, come conseguenza della quarta invasione condotta da Aḥmad Shāh Abdālī.

## Antecedenti
Ahmad Shah Durrani invase l'India settentrionale per la quarta volta ai primi del 1757. Entrò a Delhi nel gennaio del 1757 e pose l'Imperatore mughal agli arresti. Al suo ritorno nell'aprile di quello stesso anno, Abdālī rimise sul trono l'Imperatore mughal ʿĀlamgīr II. Tuttavia l'effettivo controllo di Delhi fu affidato da lui a Najīb al-Dawla, che s'impegnò a versargli un tributo annuale di 20 lakh di rupie. Najīb al-Dawla soccorse Abdālī anche nella quarta sua invasione, guadagnandosi la più totale fiducia dell'Imperatore Durrānī, che lo confermò Governatore di Delhi, con l'Imperatore mughal ridotto al ruolo di marionetta senza poteri effettivi.
L'Imperatore mughal e il suo Visir ʿImād al-Mulk furono allarmati da tutti questi sviluppi e quindi chiesero ai Maratha di aiutarli a sbarazzarsi degli agenti di Abdālī a Delhi.
Un contingente di 30 000 Maratha fu pertanto inviato ad attaccare Delhi.

## Battaglia
I Maratha si accamparono di fronte al Forte Rosso, sulla sponda opposta del fiume Yamuna. I Maratha furono raggiunti dai comandanti mughal ʿImād al-Mulk e Aḥmad Khān Bangāsh pr aiutarli a liberare Delhi dai Rohilla afghani. Najīb al-Dawla rispose, affidando per parte sua l'incarico a una fanteria di 2 500  uomini al comando di Quṭub Shāh e Mullā Amān Khān, assumendo egli stesso il comando di un contingente di fanteria di 5 000 soldati, dotati di artiglieria pesante, che fu schierato per impedire ai Maratha di entrare in città.
 La battaglia cominciò l'11 agosto e dopo due settimane di intensi combattimenti  Najīb al-Dawla si arrese e fu arrestato dai Maratha.
Il comandante maratha Raghunath Rao chiese l'immediato sgombero di Najīb al-Dawla da Delhi e il pagamento di 50 lakh di rupie, ma Najīb al-Dawla respinse la richiesta e si offrì di pagare solo 5 lakh. Promise inoltre che non sarebbe più tornato a Delhi e che non avrebbe più minacciato alcuna fortificazione maratha.

## Conseguenze
I Maratha divennero così i signori de facto di Delhi. Raghunath Rao nominò Antaji Mankeshwar Governatore della provincia di Delhi, mentre ʿĀlamgīr ne restava teorico titolare. Questa conquista di Delhi da parte dei Maratha costituì la base della loro campagna di conquista dell'India nord-occidentale, come conseguenza del ruolo da essi conseguito dal risultato ottenuto al Khyber Pass nel maggio 1758.
Invece di pagare il tributo promesso di 5 lakh di rupie all'Impero maratha, Najīb al-Dawla cominciò ancora una volta a organizzare un esercito per recuperare i territori perduti nella regione di Meerut, conquistati dai Maratha. Najīb al-Dawla quindi richiese nel 1761 ad Aḥmad Shāh Abdālī d'intervenire ancora con una campagna militare (la quinta) per conquistare Delhi e l'India settentrionale indo-gangetica.